# Torrild Sogn
Torrild Sogn er et sogn i Odder Provsti (Århus Stift).
I 1800-tallet var Vedslet Sogn anneks til Torrild Sogn. Vedslet hørte til Voer Herred i Skanderborg Amt, og Torrild hørte til Hads Herred i Århus Amt. Trods annekteringen, men fordi de var i forskellige amter, var de to selvstændige sognekommuner. Ved kommunalreformen i 1970 blev Vedslet indlemmet i Gedved Kommune, der ved strukturreformen i 2007 indgik i Horsens Kommune. Torrild var allerede før kommunalreformen indlemmet i Odder Kommune.
I Torrild Sogn ligger Torrild Kirke.
I sognet findes følgende autoriserede stednavne:
- Fensholt (bebyggelse, ejerlav)
- Fensholt Mark (bebyggelse)
- Krogstrup (bebyggelse, ejerlav)
- Nørreskov (areal)
- Sønderskov (areal)
- Tornsbjerg Skov (areal)
- Torrild (bebyggelse, ejerlav)
- Torrild Nørreskov (bebyggelse)